# American Cup

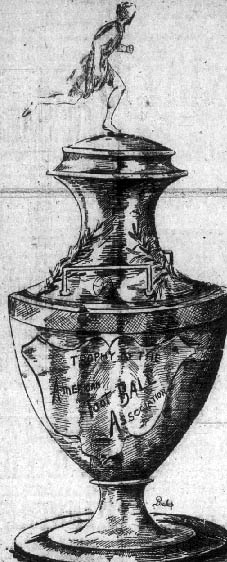
Troféu da American Cup 1891.

A American Cup (também conhecida como American Football Association Cup e American Federation Cup ) foi a primeira  competição de futebol dos Estados Unidos. A primeira edição foi realizada em 1885. Na década de 1910, gradualmente diminuiu de importância com o estabelecimento da National Challenge Cup . Foi realizada pela última vez em 1924. O troféu foi feito pela Tiffany & Co. e é descrito como "um troféu de prata esterlina muito elegante. É um vaso com cerca de trinta centímetros de altura, encimado por um atleta romano. Em ambos os lados há uma bola de pé e um poste de baliza, enquanto na frente, em um grande escudo, está a inscrição ". 

## História
Fundada em 1884, a American Football Association (AFA) foi a primeira organização não-liga dos Estados Unidos. Aliada com the Football Association, a AFA buscou padronizar regras para equipes que competem no norte de Nova Jersey e sul de Nova York. Em dois anos, essa região começou a se expandir para incluir equipes na Pensilvânia e em Massachusetts.  Após um ano de sua fundação, a AFA organizou a primeira copa fora da liga da história do futebol americano. As equipes de Nova Jersey e Massachusetts dominaram os primeiros doze anos. Então, em 1897, Philadelphia Manz trouxe o título para a Pensilvânia pela primeira vez. O futebol nos Estados Unidos sofreu uma desaceleração no final da década de 1890. Como resultado, a AFA suspendeu o copo de 1899 até 1906. Naquela época, o crescimento do esporte havia levado a uma confusão de regras e padrões. Isso levou a um movimento para criar um órgão verdadeiramente nacional para supervisionar o futebol americano. Com base em sua posição como a organização de futebol mais antiga e no status da Copa Americana, a AFA argumentou que deveria ser o órgão reconhecido nacionalmente. Em outubro de 1911, um órgão concorrente, a Associação Americana de Futebol Amador (AAFA), foi criada. Ele rapidamente se espalhou para fora do nordeste dos EUA e começou sua própria copa em 1912, a American Amateur Football Association Cup . Naquele ano, tanto a AFA quanto a AAFA se inscreveram na FIFA, a organização internacional do futebol. Em 1913, o AAFA ganhou uma vantagem sobre o AFA quando várias organizações do AFA se mudaram para o AAFA. Em 5 de abril de 1913, a AAFA se reorganizou como a Associação de Futebol dos Estados Unidos . A FIFA rapidamente concedeu uma associação provisória e a USFA começou a exercer sua influência no esporte. Isso levou ao estabelecimento da National Challenge Cup naquele outono. A National Challenge Cup cresceu rapidamente para ofuscar a American Cup. No entanto, ambas as taças foram jogadas simultaneamente pelos próximos dez anos. O declínio do respeito pela AFA levou à retirada de várias associações de sua copa em 1917. Outras competições ocorreram em 1924, quando a USFA criou a National Amateur Cup . Isso significou a sentença de morte da Copa Americana. Jogou sua última temporada em 1924. 

## Lista de campeões
| Ano       | Campeão                      | Vice-campeão                 |
| --------- | ---------------------------- | ---------------------------- |
| 1885      | Clark O.N.T.                 | New York F.B.C.              |
| 1886      | Clark O.N.T.                 | Kearny Rangers               |
| 1887      | Clark O.N.T.                 | Kearny Rangers               |
| 1888      | Fall River Rovers            | Newark Almas                 |
| 1889      | Fall River Rovers            | Newark Caledonians           |
| 1890      | Fall River Olympics          | Kearny Rovers                |
| 1891      | Fall River East Ends         | Brooklyn Longfellows         |
| 1892      | Fall River East Ends         | Cardo de Nova York           |
| 1893      | Pawtucket Free Wanderers     | Cardo de Nova York           |
| 1894      | Fall River Olympics          | Paterson True Blues          |
| 1895      | Newark Caledonians           | Pawtucket Free Wanderers     |
| 1896      | Paterson True Blues          | Fall River Olympics          |
| 1897      | Philadelphia Manz            | Paterson True Blues          |
| 1898      | Arlington A.A.               | Kearny A.C.                  |
| 1899-1905 | Nenhuma competição realizada | Nenhuma competição realizada |
| 1906      | West Hudson A.A.             | Paterson True Blues          |
| 1907      | Clark AA                     | Scottish Americans           |
| 1908      | West Hudson A.A.             | Paterson True Blues          |
| 1909      | Paterson True Blues          | East Newark Clark AA         |
| 1910      | Tacony                       | Scottish Americans           |
| 1911      | Howard e Bullough FC         | Philadelphia Hibernian       |
| 1912      | West Hudson A.A.             | Paterson Rangers             |
| 1913      | Paterson True Blues          | Disston AA                   |
| 1914      | Bethlehem Steel FC           | Disston AA                   |
| 1915      | Kearny Scots                 | Brooklyn Celtic              |
| 1916      | Bethlehem Steel FC           | Kearny Scots                 |
| 1917      | Bethlehem Steel FC           | West Hudson AA               |
| 1918      | Bethlehem Steel FC           | Babcock & Wilcox             |
| 1919      | Bethlehem Steel FC           | Paterson FC                  |
| 1920      | Brooklyn Robins Dry Dock     | Bethlehem Steel FC           |
| 1921      | Brooklyn Robins Dry Dock     | Fore River                   |
| 1922      | Nenhuma competição realizada | Nenhuma competição realizada |
| 1923      | Fleisher Yarn                | J&P Coats                    |
| 1924      | Bethlehem Steel FC           | Fall River F.C.              |

## Títulos por equipe
| Equipe                   | Títulos | Vice-campeonatos | Años títulos                       | Años vice-campeonatos  |
| ------------------------ | ------- | ---------------- | ---------------------------------- | ---------------------- |
| Bethlehem Steel          | 6       | 1                | 1914, 1916, 1917, 1918, 1919, 1924 | 1920                   |
| Paterson True Blues      | 3       | 4                | 1896, 1909, 1913                   | 1894, 1897, 1906, 1908 |
| West Hudson A.A.         | 3       | 1                | 1906, 1908, 1912                   | 1917                   |
| Clark O.N.T.             | 3       | -                | 1885, 1886, 1887                   | ----                   |
| Fall River Olympics      | 2       | 1                | 1890, 1894                         | 1896                   |
| Fall River Rovers        | 2       | -                | 1888, 1889                         | ----                   |
| Fall River East Ends     | 2       | -                | 1891, 1892                         | ----                   |
| Brooklyn Robins Dry Dock | 2       | -                | 1920, 1921                         | ----                   |
| Kearny Scots             | 1       | 3                | 1915                               | 1907, 1910, 1916       |
| Disston A.A.             | 1       | 2                | 1910                               | 1913, 1914             |
| Pawtucket Free Wanderers | 1       | 1                | 1893                               | 1895                   |
| Newark Caledonians       | 1       | 1                | 1895                               | 1889                   |
| Philadelphia Manz        | 1       | -                | 1897                               | ----                   |
| Arlington A.A.           | 1       | -                | 1898                               | ----                   |
| Howard & Bullough        | 1       | -                | 1911                               | ----                   |
| Clark A.A.               | 1       | 1                | 1907                               | 1909                   |
| Fleisher Yarn            | 1       | -                | 1923                               | ----                   |
| New York Thistle         | -       | 2                | ----                               | 1892, 1893             |
| Kearny Rangers           | -       | 2                | ----                               | 1886, 1887             |
| New York FBC             | -       | 1                | ----                               | 1885                   |
| Newark Almas             | -       | 1                | ----                               | 1888                   |
| Kearny Rovers            | -       | 1                | ----                               | 1890                   |
| Brooklyn Longfellows     | -       | 1                | ----                               | 1891                   |
| Kearny A.C.              | -       | 1                | ----                               | 1898                   |
| Philadelphia Hibernian   | -       | 1                | ----                               | 1911                   |
| Paterson Rangers         | -       | 1                | ----                               | 1912                   |
| Brooklyn Celtic          | -       | 1                | ----                               | 1915                   |
| Babcock and Wilcox       | -       | 1                | ----                               | 1918                   |
| Paterson F.C.            | -       | 1                | ----                               | 1919                   |
| Fore River               | -       | 1                | ----                               | 1921                   |
| J&P Coats                | -       | 1                | ----                               | 1923                   |
| Fall River F.C.          | -       | 1                | ----                               | 1924                   |